# Legiunea a III-a Cyrenaica

Harta imperiului roman în 125, sub conducerea împăratului Hadrian, prezentând Legiunea a III-a Cyrenaica, staționată la Bostra (Busra, Siria), în provincia Arabia Petraea, din 125 pânăîn sec. V.

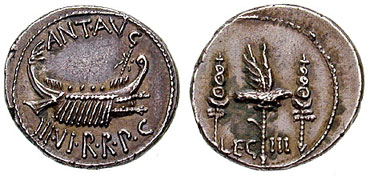
Dinari bătuți de Marc Antoniu pentru a-și plăti legiunile. Pe revers acvila romană a legiunii a treia.

Legiunea a III-a Cyrenaica (Legio tertia Cyrenaica) a fost o legiune romană, creată în 36 î.Hr. de către Marc Antoniu când era guvernator în Cirenaica. Legiunea era încă operativă în secolul V d.Hr., fiind înregistrată în Siria. Emblema sa este necunoscută.

## Istorie
- Bătălia de la Actium (31 î.Hr.)
- 26 î.Hr.- 25 î.Hr.- Acțiuni în Arabia Felix (Yemen), sub comanda lui Aelius Gallus, præfectus al Egiptului.
- 23 î.Hr. - Acțiuni contra invadatorilor Nubieni, o parte a legiunii staționează la Teba. Prezența militară în Egipt este redusă la două legiuni: Legiunea a III-a Cyrenaica și Legiunea a XXII-a Deiotariana
- 11- Elemente ale legiunii a III-a Cyrenaica, sub comanda lui Publius Juventius Rufus, staționează la Berenike.
- 39 - 40 - Un detașament (Vexillation) al legiunii este trimis pe coasta de nord a Galiei (Franța) pentru a sprijini logistic legiunile împăratului Gaius Caesar Augustus Germanicus în invazia, mai degrabă neimpresionantă, a Marii Britanii.
- 58 - 63 - Sub comanda Gen. Domitius Corbulo, elemente ale legiunii acționează la frontiera cu Parția (Iran, părți din Irak, Turcia, Armenia)
- Războaiele romanilor cu evreii (66 - 67)
- 162 – 166 – angajamente contra imperiului parților, sub comanda lui Lucio Vero

și în 215 – 217 sub comanda lui Caracalla
- Este distrusă în 630 (?) în timpul invaziei musulmane în Bostra.